# Государственное агентство автомобильных дорог Украины
Государственное агентство автомобильных дорог Украины («Укравтодор») (укр. Державне агентство автомобільних доріг України («Укравтодор»)) — государственная автотранспортная служба Украины; обеспечивает реализацию государственной политики в сфере дорожного хозяйства и управления автомобильными дорогами.
Является центральным органом исполнительной власти, деятельность которого направляется и координируется Кабинетом Министров Украины через Министра инфраструктуры.
Укравтодор отвечает за состояние автомобильных дорог государственного значения на Украине (международные, национальные, региональные, территориальные), протяжённость которых составляет 46,6 тыс. км.

## История
- В 1918 году при губернских и уездных Советах России были созданы дорожные — Упшосс, на Украине — Юзшосс.
- В 1921 году Упшосс и Юзшосс были переданы в Центральное управление местного транспорта (ЦУМТ) Народного Комиссариата Путей Сообщения (НКПС). В его системе было создано Украинское управление местного транспорта (Укрумт).
- В 1928 году функции Наркомата по планированию и регулированию дорожного хозяйства и автомобильного транспорта были возложены на народный комиссариат путей сообщения. Строительство, ремонт и обслуживание дорог государственного и местного значения на Украине было возложено на Главдортранс УССР и областные, окружные, районные Дортрансы.
- В 1936 году Главдортранс УССР был реорганизован в Ушосдор УССР.
- В 1938 году строительство и эксплуатация дорог республиканского, областного и местного значения было передано во вновь организованное Главное дорожное управление при РНК УССР (Главдорупр). В середине 1945 года в составе Главдорупра было 25 областных и 795 районных дорожных отделов.
- В ноябре 1968 года Указом Президиума Верховного Совета УССР было создано республиканское Министерство строительства и эксплуатации автомобильных дорог УССР.
- Постановлением Совета Министров Украины от 22 августа 1990 года № 210 — был создан Украинский государственный концерн по строительству, ремонту и обслуживанию автомобильных дорог (Укрдорстрой), который стал правопреемником Министерства строительства и эксплуатации автомобильных дорог УССР.
- В 1993 году Укрдорстрой был ликвидирован, все предприятия и организации входившие в состав концерна согласно постановлению Кабинета Министров Украины от 30.01.1993 № 72 были переданы в сферу ведения Министерства транспорта Украины.
- Указом Президента Украины 8 сентября 1994 года № 510/94 была создана Украинская государственная корпорация строительству, ремонту и обслуживанию автомобильных дорог — «Укравтодор», куда вошли предприятия и организации, ранее переданные в Министерство транспорта Украины.
- В 1995 году корпорация «Укравтодор» согласно Указу Президента Украины от 27.12.1995 № 1186/95 вошла в систему Министерства транспорта Украины.
- В 2001 году Указом Президента Украины от 08.11.2001 № 1056/2001 корпорация в составе Министерства транспорта Украины была ликвидировна и создана новая Государственная служба автомобильных дорог Украины (Укравтодор).

Начиная с 2002 года дорожное хозяйство Украины начало переход на инновационную модель развития, в результате которого разграничены функции государственного и хозяйственного управления: функции государственного управления возложены на Государственную службу автомобильных дорог Украины, а функции хозяйственного управления — на ОАО Государственная акционерная компания «Автомобильные дороги Украины».
В 2013 году министр инфраструктуры Владимир Козак заявил о планах лишить «Укравтодор» функций контроля и финансирования строительства дорог. До сих пор эту идею блокировал бывший глава госслужбы Владимир Демишкан, но после его ухода в Раду есть шансы провести эту реформу.
В июле 2022 года агентство Reuters сообщило о наличии у компании «Укравтодор» обязательства по купонной выплате к векселю на 700 миллионов долларов со сроком погашения в 2028 году. По данным агентства, невыплата по обязательству будет означать суверенный дефолт Украины. Сообщается, что Киев попросил держателей облигации об отсрочке платежа на два года.

## Глава агентства
16 сентября 2015 года глава Государственного агентства автомобильных дорог «Укравтодор» Сергей Пидгайный подал в отставку, написав заявление на увольнение по собственному желанию.
16 сентября 2015 Кабинет министров Украины уволил С. Пидгайного (распоряжение КМУ № 958-р от 16 сентября 2015 г.).
7 октября 2015 года Кабинет министров Украины назначил главой «Укравтодора» Андрея Батищева (распоряжении Кабмина № 1044-р от 7 октября 2015 года). 

1 июня 2016 года Кабинет министров Украины уволил А. Батищева по собственному желанию.
19 октября 2016 года Кабинет министров Украины назначил исполняющим обязанности главы «Укравтодора» бывшего министра транспорта Польши Славомира Новака.
2 октября 2019 года Кабинет министров Украины назначил исполняющим обязанности главы «Укравтодора» Олега Федоренко.
19 ноября 2019 года Кабинет министров Украины назначил главой «Укравтодора» Александра Кубракова (распоряжение КМУ № 1046-р от 15 ноября 2019 г.).

## Адрес
03680 МСП, г. Киев−150, ул. Физкультуры, 9.